# Georgina Toth
Georgina Toth, née le 10 mars 1982, est une lanceuse de marteau qui concourt pour le Cameroun. Elle a la double nationalité hongroise et camerounaise. Elle a participé aux jeux olympiques d'été de 2008 sous le drapeau camerounais.
Elle a fait ses études à l'université du Nord de l'Arizona à Flagstaff, en Arizona, où elle a participé à l'équipe d'athlétisme féminine et a obtenu en 2009 un baccalauréat en administration des affaires/finance et marketing.
Au niveau international, elle a terminé quatrième au 16e Championnats d'Afrique d'athlétisme 2008. Toth détient le record national pour la Hongrie et le Cameroun dans le lancer du poids avec 19,69 m (64 ft 7 in), et le record national pour le Cameroun dans le lancer de marteau avec 67,42 m (221 ft ²¹⁄₄ in).